# 细齿蕈树
细齿蕈树（学名：Altingia gracilipes var. serrulata）为金缕梅科蕈树属下的一个变种。

## 扩展阅读
- 維基物種上的相關：细齿蕈树